# 日本国憲法第51条
日本国憲法 第51条（にほんこく（にっぽんこく）けんぽう だい51じょう）は、日本国憲法の第4章「国会」にある条文で、国会議員の発言・表決の無責任の免責特権について規定している。

## 条文
日本国憲法、e-Gov法令検索。

第五十一条両議院の議員は、議院で行つた演説、討論又は表決について、院外で責任を問はれない。

## 解説
国会議員の行った国会における発言について、国に対して損害賠償を求める余地まで否定したものではない、という最高裁判例がある。そのため、国会議員の発言による名誉毀損等の被害者は、国会議員個人に対する損害賠償請求はできないが、公務員の行為による損害であるとして、国に対する国家賠償請求が可能である。
国会議員が贈賄相手に便宜を図る方法として、国会議員の国会での質問行為によって、内閣から贈賄相手に有利な答弁を引き出す事例があるが、収賄罪の刑事裁判では、被告人となった国会議員が本条を持ち出して質問行為を理由として院外の裁判で刑事責任を問うことは憲法違反であると主張し、国会議員の国会での質問行為を収賄罪の構成要件からの除外を主張することがある。
現職国会議員の証人喚問においては、1976年（昭和51年）9月8日の衆議院ロッキード問題に関する調査特別委員会における衆議院法制局長答弁では「国会議員が議院証言法上の証人として行った証言には憲法51条の免責は働かない」とされており、実際に裁判所も現職国会議員の証人喚問に関して偽証罪が適用されている（例として山口敏夫、鈴木宗男）。
責任とは、刑事責任、民事責任のほか弁護士の懲戒責任等も含まれる。しかし、「院外で」とあることから、所属する議院での懲罰（除名処分等）の対象とすることはできる。

## 沿革

### 大日本帝国憲法
東京法律研究会 p.11

第五十二條兩議院ノ議員ハ議院ニ於テ發言シタル意見及表決ニ付院外ニ於テ責ヲ負フコトナシ但シ議員自ラ其ノ言論ヲ演説刊行筆記又ハ其ノ他ノ方法ヲ以テ公布シタルトキハ一般ノ法律ニ依リ處分セラルヘシ

### GHQ草案
「GHQ草案」、国立国会図書館「日本国憲法の誕生」。

#### 日本語
第四十四条国会議員ハ法律ノ規定スル場合ヲ除クノ外如何ナル場合ニ於テモ国会ノ議事ニ出席中又ハ之ニ出席スル為ノ往復ノ途中ニ於テ逮捕セラルルコト無カルヘク又国会ニ於ケル演説、討論又ハ投票ニ因リ国会以外ニ於テ法律上ノ責ヲ問ハルルコト無カルヘシ

#### 英語
Article XLIV.Members of the Diet shall in all cases, except those specified by law, be free from arrest while attending the sessions of the Diet or while travelling to and from such sessions; and for any speech, debate, or vote in the Diet, they shall not be held legally liable elsewhere.

### 憲法改正草案要綱
「憲法改正草案要綱」、国立国会図書館「日本国憲法の誕生」。

第四十六両議院ノ議員ハ議院ニ於テ為シタル演説、討論又ハ表決ニ付院外ニ於テ責ヲ負フコトナキコト

### 憲法改正草案
「憲法改正草案」、国立国会図書館「日本国憲法の誕生」。

第四十七条両議院の議員は、議院で行つた演説、討論又は表決について、院外で責任を問はれない。

## 関連条文
- 大日本帝国憲法第52条

## 判例
- 佐賀県議会事件(最高裁判例 昭和42年5月24日)
- 公務執行妨害被告事件 (東京高裁判例 昭和44年12月17日)
- 札幌病院長自殺事件(最高裁判例 平成9年9月9日)